# إدموند هاينز
إدموند هاينز (21 يوليو 1897 - 30 يونيو 1934) سياسيًا نازيًا ألمانيًا ونائب قائد كتيبة العاصفة (SA).
كان هاينز أحد أقدم أعضاء الحزب النازي وعضوًا بارزًا في كتيبة العاصفة في ميونيخ، وشارك في انقلاب بير هول وأصبح منفذًا سيئًا للحزب. عمل هاينز كنائب لإرنست روم، قائد كتيبة العاصفة، بينما كان يشغل العديد من المناصب رفيعة المستوى في الإدارة النازية حتى تم إعدامه خلال ليلة السكاكين الطويلة في يونيو 1934.

## حياة سابقة
ولدت إدموند هاينز في 21 يوليو 1897 في ميونيخ، الإمبراطورية الألمانية، الطفل غير الشرعي لهلين مارثا هاينز والملازم إدموند فون باريش، وهو مواطن من هامبورغ من عائلة تجارية كانت مربية لها. في عام 1903، أنجبت مارثا هاينز طفلًا ثانيًا، هو أوسكار هاينز. في عام 1915، انضم هاينز إلى الجيش البافاري للقتال في الحرب العالمية الأولى بعد تخرجه من صالة الألعاب الرياضية، وحارب على الجبهة الغربية كعامل مدفعية ميدانية. أصيب هاينز بجروح خطيرة في الرأس في أواخر عام 1915، وتم تسريحه كملازم في عام 1918.

## نائب قائد كتيبة العاصفة

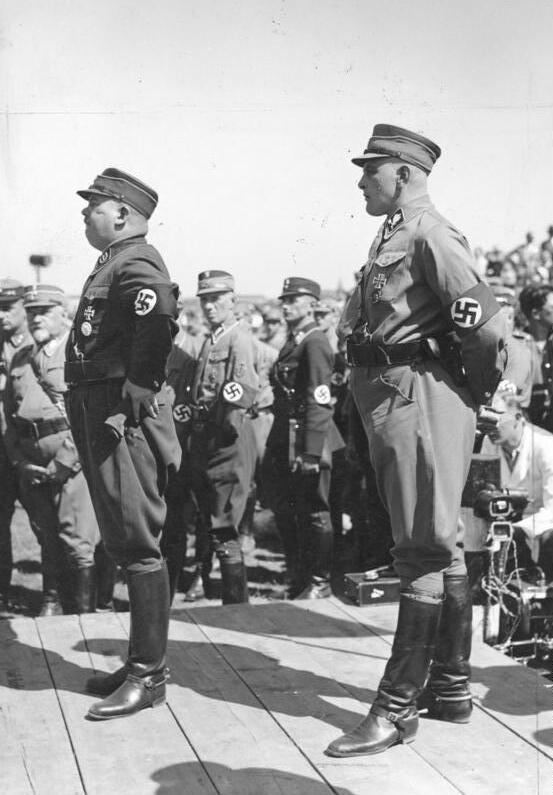
هاينز (يمين) مع إرنست روم في حدث عام 1933

من عام 1931 إلى عام 1934، عمل هاينز كقائد لكتيبة العاصفة في سيليزيا وعمل في الوقت نفسه كنائب لإرنست روم، قائد جيش الإنقاذ والصديق المقرب لهتلر. وقد طور هاينز السمعة الوحشية لكتيبة العاصفة، والمعروف بقتل المعارضين السياسيين للحزب النازي شخصيًا على الرغم من مكانته العالية. في مذكراته، وصف جوزيف جوبلز هاينز بأنه «شخص غير متوازن، مليء بالعاصفة والرغبة، رأس طفل»، وعزا طبيعته العنيفة إلى خلفيته. غالبًا ما أشارت المصادر المعاصرة إلى هاينز على أنها طويلة بشكل غير عادي ومبنية بقوة ولكن مع وجه شبابي متناقض.

## الموت
في 30 يونيو 1934، تم إعدام هاينز والعديد من قادة كتيبة العاصفة الآخرين بعد فترة وجيزة من اعتقالهم خلال ليلة السكاكين الطويلة. حدد هتلر هاينز كواحد من الأعضاء الرئيسيين في «مجموعة صغيرة من العناصر التي تم عقدها معًا من خلال تصرف مماثل» في خطابه في الرايخستاغ في 13 يوليو 1934.  

## الجوائز والأوسمة
- 1914 الصليب الحديدي من الدرجة الثانية، 11.03.1916 [2]
- 1914 الصليب الحديدي من الدرجة الأولى، 1916 [2]
- وسام الاستحقاق العسكري (بافاريا) من الدرجة الثالثة مع التاج والسيوف، 11.05.1917 [2]
- وسام الاستحقاق العسكري (بافاريا) من الدرجة الرابعة بالسيوف، 05.07.1918 [2]
- 1918 شارة الجرح، 1918 [2]
- Tiwaz (رون)، ج.322 [2]
- تكريم شيفرون للحرس القديم، فبراير 1934 [2]